# Río Veveno
El río Veveno forma parte del Litilla, al que tributa al suroeste de Pibor, a poca distancia del Nilo Blanco en Sudán del Sur. Fluye bajos las Montañas Imatong. El Veveno forma parte de un gran pantano de niveles estacionales junto con otros ríos de la localidad incluyendo el Adiet (Manaam) y el río Lilebook. Abundan las Phragmites, Miscanthidium y especies Typha en las regiones de pantanos permanentes. Son muy pocos los asentamientos humanos en los alrededores del Veveno pantanoso que, sin embargo, es usado en las estaciones húmedas para la pesca. La zona donde confluyen el ría Adiet con el Veveno pesiste sin leyes de protección o conservación. En ocasiones el río Veveno es usado para lograr acceso a la comunidad de Mongalla aguas arriba cuando los niveles del pantano son elevados o partiendo de Bor hacia Ainyangak y Paboni, aún en estaciones secas.